# Mistrzostwa Świata Juniorek w Hokeju na Lodzie 2013
6. Mistrzostwa Świata Juniorek w Hokeju na Lodzie – edycja mistrzostw świata juniorek w hokeju na lodzie, zorganizowana w 2013 roku przez IIHF w Finlandii.
Miasto goszczące najlepsze drużyny świata to Vierumäki. Turniej elity odbędzie się w dniach 29 grudnia - 5 stycznia. Oto miejsca pozostałych rozgrywek:
- I Dywizja: Romanshorn
- I Dywizja - turniej kwalifikacyjny: Dumfries

Obrończyniami tytułu są zawodniczki Kanady, które pokonały w Zlinie reprezentantki Stanów Zjednoczonych 3:0.

## Elita
| Lp.    | Drużyna           |
| ------ | ----------------- |
| złoto  | Kanada            |
| srebro | Stany Zjednoczone |
| brąż   | Szwecja           |
| 4      | Czechy            |
| 5      | Finlandia         |
| 6      | Węgry             |
| 7      | Rosja             |
| 8      | Niemcy            |

W tej części mistrzostw uczestniczy najlepsze 8 drużyn na świecie. System rozgrywania meczów jest inny niż w niższych dywizjach.
Pierwsza runda grupowa odbywa się w dwóch grupach po cztery drużyny. Zwycięzca grupy awansuje do półfinałów. Zespoły z miejsc drugich i trzecich awansują do ćwierćfinałów, których zwycięzcy przechodzą do półfinałów. Drużyny które w fazie grupowej zajmą czwarte miejsce rozegrają między sobą mecze o utrzymanie. Drużyna, która dwukrotnie zwycięży pozostaje w elicie, natomiast przegrany spada do I dywizji. O zwycięstwie w turnieju zadecyduje finał w którym wystąpią zwycięzcy półfinałów.

## Pierwsza dywizja
| Lp. | Drużyna    |
| --- | ---------- |
| 1   | Japonia    |
| 2   | Szwajcaria |
| 3   | Francja    |
| 4   | Norwegia   |
| 5   | Słowacja   |
| 6   | Austria    |

Do mistrzostw pierwszej dywizji przystąpiło 6 zespołów, które walczyły w jednej grupie systemem każdy z każdym. Zwycięzca turnieju awansował do mistrzostw świata elity w 2014 roku, zaś najsłabsza drużyny spadnie do drugiej dywizji.
Mecze rozegrane zostały w szwajcarskim mieście Romanshorn od 2 stycznia 2013 do 8 stycznia 2013 roku.

## Turniej kwalifikacyjny pierwszej dywizji
| Lp. | Drużyna         |
| --- | --------------- |
| 1   | Francja         |
| 2   | Słowacja        |
| 3   | Wielka Brytania |
| 4   | Włochy          |
| 5   | Chiny           |
| 6   | Kazachstan      |

Do mistrzostw pierwszej dywizji kwalifikacyjnej przystąpiło 6 zespołów, które walczyły w jednej grupie systemem każdy z każdym. Zwycięzca turnieju i drużyna z drugiego miejsca awansowały do mistrzostw świata pierwszej dywizji, w której walczyły o awans do elity.
Mecze rozegrane zostały w szkockim mieście Dumfries od 29 października do 3 listopada 2012 roku.
Do pierwszej dywizji awansowały Słowacja i Francja.